# Teobaldo Cacherano d'Osasco
Teobaldo Vittorio Giovanni Francesco Maria Cacherano d'Osasco della Rocca conte di Cantarana (Asti, 1º luglio 1768 – Torino, 9 settembre 1848) è stato un generale italiano, ufficiale veterano delle guerre napoleoniche, insignito da re Carlo Alberto del collare dell'Ordine supremo della Santissima Annunziata.

## Biografia
Nacque ad Asti il 1º luglio 1768, figlio del conte Ercole e della contessa Rosalia Matilde Cacherano della Rocca. Appena compiuti i 12 anni, il 1º luglio 1780, venne ascritto all'Ordine dei Cavalieri di Malta. Il 5 giugno 1781 fu nominato paggio di corte di Sua Maestà, e il 1 aprile 1785 passò al servizio della principessa di Piemonte, Maria Clotilde di Borbone-Francia. Il 30 dicembre 1786 divenne primo paggio di re Vittorio Amedeo III, e il 17 febbraio 1789 ebbe il grado e l'anzianità di capitano tenente nella fanteria d'ordinanza nel Reggimento provinciale di Aosta. Continuò a svolgere le funzioni di primo paggio fino al 30 giugno 1791, quando fu nominato capitano nel Reggimento di Lombardia.
Il 30 dicembre 1791 fu promosso fra i secondi scudieri e gentiluomini di bocca del re Carlo Emanuele IV.
Sembrava destinato al servizio di corte, piuttosto che nell'esercito, ma quando scoppiò la guerra contro la Francia rivoluzionaria partì subito per Nizza. Partecipò ai combattimento distinguendosi subito, e il 3 marzo 1793 fu promosso capitano effettivo. Il 20 maggio 1794 è nominato capitano dei granatieri assumendo il comando di una delle compagnie del suo reggimento inquadrate nel IX Battaglione Granatieri.
Poco prima della firma dell'armistizio di Cherasco, l'11 marzo 1796 venne promosso maggiore. Si dimise dall'Armata Sarda dopo la conquista francese del Piemonte, l'8 dicembre 1798, rientrando brevemente in servizio durante l'occupazione austro-russa. Fu nominato maggiore del Deposito di fanteria, che aveva il compito di ripristinare i reggimenti dell'esercito sabaudo così come erano stati prima della conquista. Nel mese di giugno partì per Alessandria al comando del suo reggimento, ma il generale Michael Friedrich Benedikt von Melas non volle coinvolgere le truppe piemontesi nella battaglia di Marengo.
Dopo la vittoria di Napoleone Bonaparte si ritirò nuovamente dal servizio per l'intera durata dell'occupazione francese. Nella primavera del 1814, all'atto della restaurazione, assunse il comando del Deposito delle reclute, svolgendo un ruolo determinante nella ricostruzione dell'esercito sabaudo. Il 30 luglio 1814 re Vittorio Emanuele I di Savoia, appena ritornato in Patria, lo nominò colonnello del Reggimento di Piemonte, allora considerato uno dei più importanti e prestigiosi.
All'epoca i Cacherano d’Osasco divennero allora una delle famiglie più influenti nella ricostruita corte sabauda. Gli anziani fratelli del padre Policarpo (1740-1824) e Luigi (1740-1831) furono chiamati fra i grandi di corona di prima classe, mentre lui fu tra i primi scudieri della regina Maria Teresa d'Asburgo Este.
Vittorio Emanuele I lo mandò in Savoia per lavorare al ritorno sotto il controllo di Casa Savoia della provincia, che gli accordi presi delle grandi potenze avevano loro restituito solo parzialmente agli antichi sovrani. Nel mese di settembre fu nominato comandante di Carouge, e nell'ottobre successivo effettuò una importante missione diplomatica a Ginevra per riannodare i rapporti fra il Regno di Sardegna e la Repubblica Svizzera. Trasferito brevemente al comando di Faucigny e poi, a metà del mese di novembre, a quello di Hôpital, allora capitale della parte della Savoia ritornata a Vittorio Emanuele, lì venne raggiunto dalla notizia del ritorno di Napoleone in Francia e dell'immediata formazione della settima coalizione, alla quale aderì anche lo Stato sabaudo. Le truppe piemontesi invasero la Provenza nel giugno 1815, e il 15 dello stesso mese presidia le posizioni di Bourg de l'Hôpital attaccate dai francesi da dove si ritira. Tra il 4 e il 9 luglio 1815, partecipa alla battaglia per la conquista di Grenoble al comando del suo reggimento inquadrato nella colonna comandata dal Luigi Gabaleone di Salmour d'Andezeno. Assunse poi il comando di Grenoble, dove rimase fino alla fine del mese di ottobre. Nel frattempo, il 21 agosto 1815, era stato nominato primo scudiere della regina Maria Teresa, allora di ritorno in Piemonte. Ritornato a Torino in novembre, il 7 marzo 1816 il re lo nominò aiutante generale nell'Ufficio dell'Ispettore generale delle leve provinciali.
Il 21 settembre 1817 sposò la signorina Camilla Cordero di Belvedere (1767-1838), che vedova del conte Bartolomeo Arborio di Gattinara (1741-1816).
Il 24 settembre 1820 fu promosso maggior generale di fanteria, e il 26 aprile 1821 fu tra i personaggi chiamati da Carlo Felice e dal conte Ignazio Thaon di Revel a far parte della commissione (delegazione), presieduta da Giuseppe Francesco de Varax, che venne chiamata a giudicare i responsabili dei moti rivoluzionati del mese precedente. Egli non stabilì mai con il nuovo re Carlo Felice un rapporto come quello avuto con Vittorio Emanuele I. In tale periodo svolse principalmente l'incarico di procuratore per la regina Maria Teresa, vedova di Vittorio Emanuele I, e nominato governatore in seconda di Alessandria, il 2 settembre 1823, l'incarico gli venne revocato dopo meno di un mese. Con la salita al trono di Carlo Alberto ritornò in auge a Corte, e tra il 23 e 24 ottobre 1831 fu nominato grande di corona e cavaliere d'onore della moglie de re, Maria Teresa d'Asburgo-Lorena. Per 17 anni, sino alla morte, fu il personaggio più vicino alla Regina di Sardegna, di cui organizzò rigorosamente i tempi e le pratiche quotidiane.
Di quel periodo lasciò un interessante Diario quotidiano dell'attività di Teobaldo d’Osasco come cavaliere d'onore della regina, in cui giorno per giorno, dall’ottobre 1831 al settembre 1846, attraverso dati, persone e numeri racconta la vita quotidiana della sovrana. 
Il 30 novembre 1830 fu elevato al rango di tenente generale, e nel gennaio 1832 Carlo Alberto lo creò Cavaliere di gran croce decorato di gran cordone dell'Ordine dei Santi Maurizio e Lazzaro e nel 1835 lo insignì del Collare dell'Ordine supremo della Santissima Annunziata. Nel 1836 fu nominato anche Gran conservatore dell'Ordine dei Santi Maurizio e Lazzaro. 
Fatto testamento il 21 luglio 1845, si spense a Torino il 9 settembre 1848.

### Annotazioni
1. ↑  Le città di Chambéry e Annecy erano rimaste saldamente in possesso francese.
2. ↑  Archivio di Stato di Torino, Corte, Arch. Cacherano d’Osasco - Arborio di Gattinara, mz. 1, 2 volumi, il primo dal 1831 al 1836, il secondo dal 1837 al 1846.

### Fonti
1. 1 2 3 4 5 6  Ilari, Shamà 2008, p. 116.
2. 1 2 3 4 5 6 7 8 9 10 11 12 13 14 15 16 17 18 19 20  http://www.treccani.it/enciclopedia/teobaldo-vittorio-cacherano-di-osasco_(Dizionario-Biografico)/.
3. 1 2 3 4 5 6 7  Lo Faso di Serradifalco 2016, p. 95.
4. ↑   Calendario generale pe' regii stati, 1842,  p. 288. URL consultato il 12 marzo 2021.
5. ↑   Gazzetta di Genova, 1835,  p. 60. URL consultato il 12 marzo 2021.